# 薩拉曼卡區 (秘魯)
薩拉曼卡區（西班牙語：Distrito de Salamanca），是秘魯的一個區，位於該國南部阿雷基帕大區的康德蘇約斯省，始建於1857年1月2日，面積1,235.8平方公里，海拔高度3,203米，2005年人口1,257，人口密度每平方公里1.0人。